# Dorfkirche Göttlin

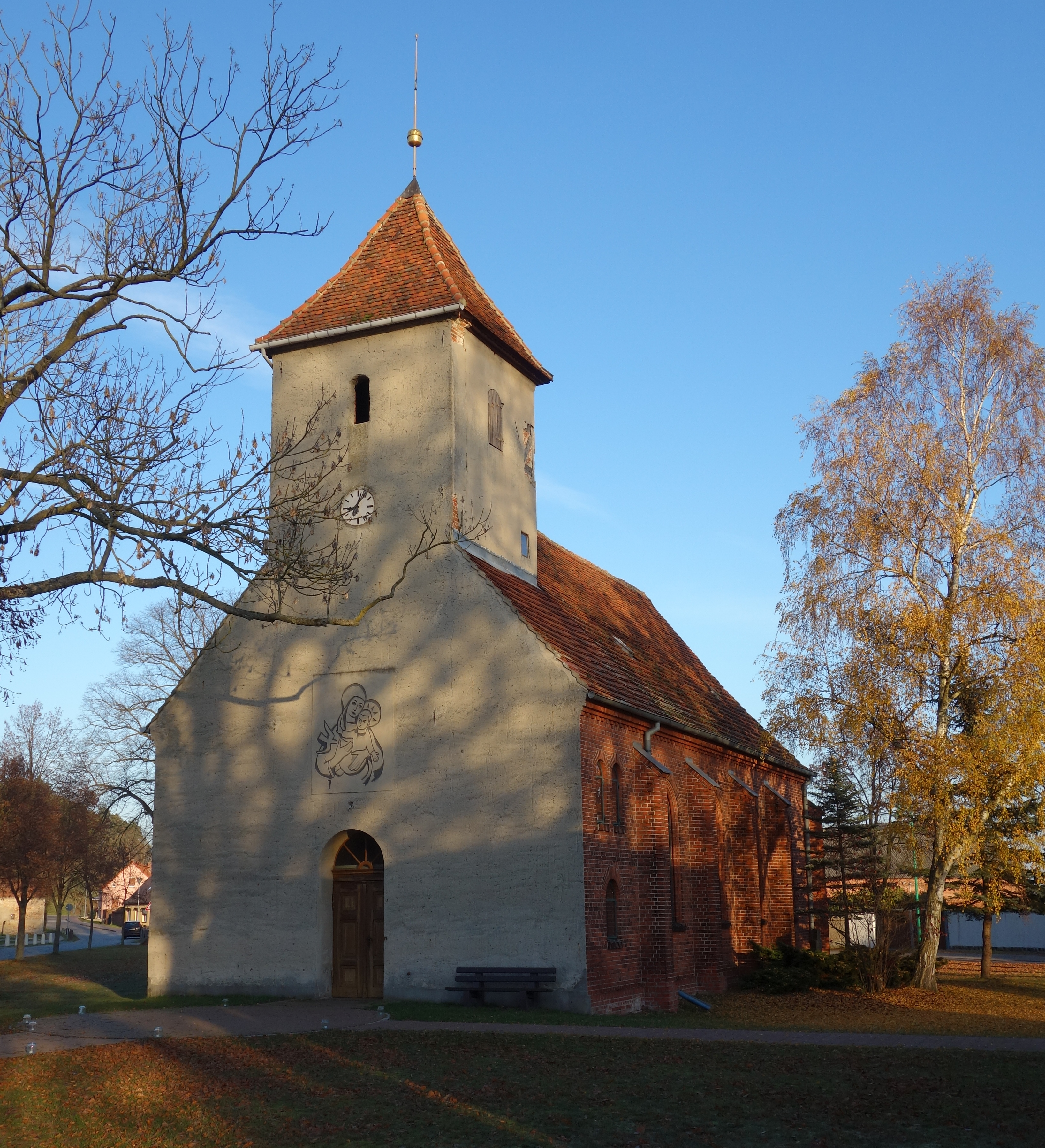
Dorfkirche Göttlin

Die evangelische Dorfkirche Göttlin ist eine Saalkirche aus dem Jahr 1890 in Göttlin, einem Ortsteil der Stadt Rathenow im Landkreis Havelland in Brandenburg. Die Kirchengemeinde gehört zum Kirchenkreis Nauen-Rathenow der Evangelischen Kirche Berlin-Brandenburg-schlesische Oberlausitz.

## Lage
Die Göttliner Dorfstraße führt von Südwesten kommend in nordöstlicher Richtung durch den Ort. Sie spannt im historischen Dorfzentrum einen Dorfanger auf, auf dem die Kirche auf einem nicht eingefriedeten Grundstück steht.

## Geschichte
Im Dorf gab es zum Ende des 19. Jahrhunderts einen Sakralbau, der wohl teilweise baufällig geworden war. Der Neubau entstand im Jahr 1890 und nahm dabei die Grundform des Vorgängergebäudes auf. Die Arbeiten führte der Zimmermeister E. Grüneberg aus Rathenow nach Plänen des Rathenower Baurats Rudolf Schuke aus. Er bezog dabei einen mittelalterlichen Westturm in den Neubau ein. Anschließend wurde der barocke Kanzelaltar, der aus dem 18. Jahrhundert stammte, aus dem Vorgängerbau übernommen. Im Zweiten Weltkrieg wurde die Kirche schwer an der Ostseite und am Dachstuhl beschädigt; 1972 kam es zu einem Sturmschaden. In den 1970er Jahren ließ die Kirchengemeinde den Kanzelaltar, das Gestühl sowie einen sechsarmigen Rokoko-Leuchter entfernen. Im Jahr 2008 erfolgte eine erste Sanierung des Bauwerks. Im Zuge dieser Maßnahmen kam auch ein neues Gestühl in das Bauwerk. Ein hölzernes Pult dient seither als Kanzel. Eine grundlegende Instandsetzung erfolgte in den Jahren 2019 bis 2020. Für rund 500.000 Euro konnte die Hülle des Kirchenschiffs saniert und das Dach neu gedeckt werden. Die Fenster wurden wiederhergestellt und Schäden an der Bleiverglasung ausgebessert werden. Im Altarraum bauten Handwerker ein neues Fenster ein, das in Abstimmung mit der ausführenden Künstlerin und dem Gemeindekirchenrat das Ufer das Havel symbolisiert, die wenige Meter nördlich am Bauwerk vorbeifließt. Außerdem wurde die in einer früheren Zeit eingebaute Winterkirche entfernt.

## Baubeschreibung

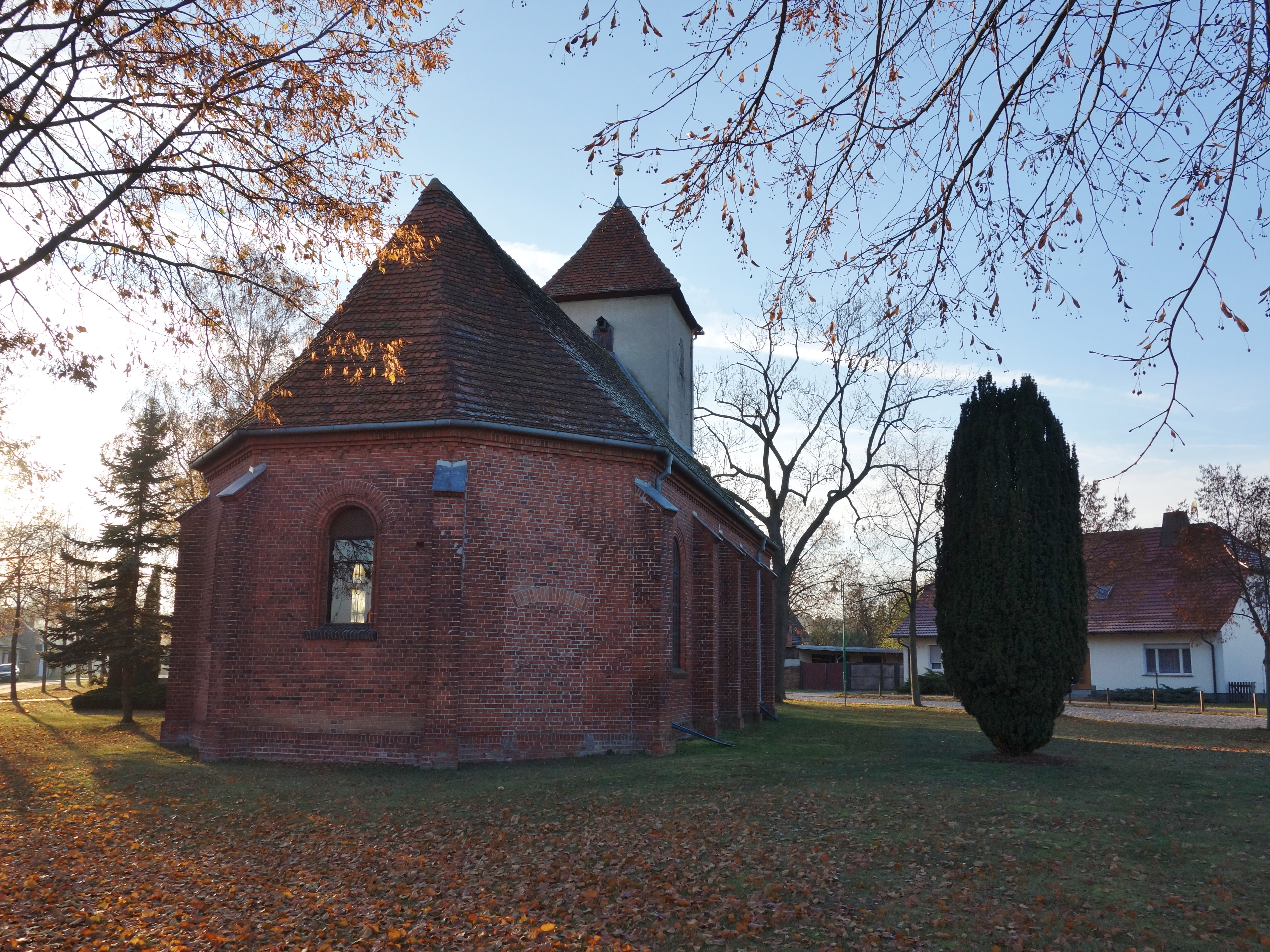
Ansicht von Osten

Das Bauwerk wurde im Wesentlichen aus rötlichem Mauerstein errichtet. Der Chor ist nicht eingezogen und besitzt einen Fünfachtelschluss. Am Chorschluss befindet sich ein großes Rundbogenfenster; an jeder Ecke ein Strebepfeiler.
Das Kirchenschiff hat einen rechteckigen Grundriss. An der Nord- und Südseite werden durch weitere Strebepfeiler je vier Felder aufgespannt, in denen sich jeweils ein großes Rundbogenfenster befindet. Das Schiff trägt ein schlichtes Satteldach.
Nach Westen schließt sich der im Kern mittelalterliche Westturm an. Er kann durch ein großes, rundbogenförmiges Portal von Westen her betreten werden. Darüber ist ein Sgraffito aus der Zeit um 1970, das Maria mit dem Jesuskind zeigt. An der Nordseite des Kirchturms ist ein kleines Rundbogenfenster, an der Südseite ist im unteren Bereich eines, darüber zwei weitere Rundbogenfenster. An der Westseite ist am Übergang zum Turmschaft eine kleine Turmuhr. Sie wurde von der Firma Bittner in Neuenhagen restauriert und hing ursprünglich über dem Eingang der Rathenower Zieten-Kaserne. Im aus Fachwerk errichteten und anschließend verputzten Glockengeschoss befindet sich an jeder Seite eine kleine und rundbogenförmige Klangarkade. Darüber ist ein Pyramidendach, das mit einer Turmkugel und Wetterfahne abschließt.

## Ausstattung

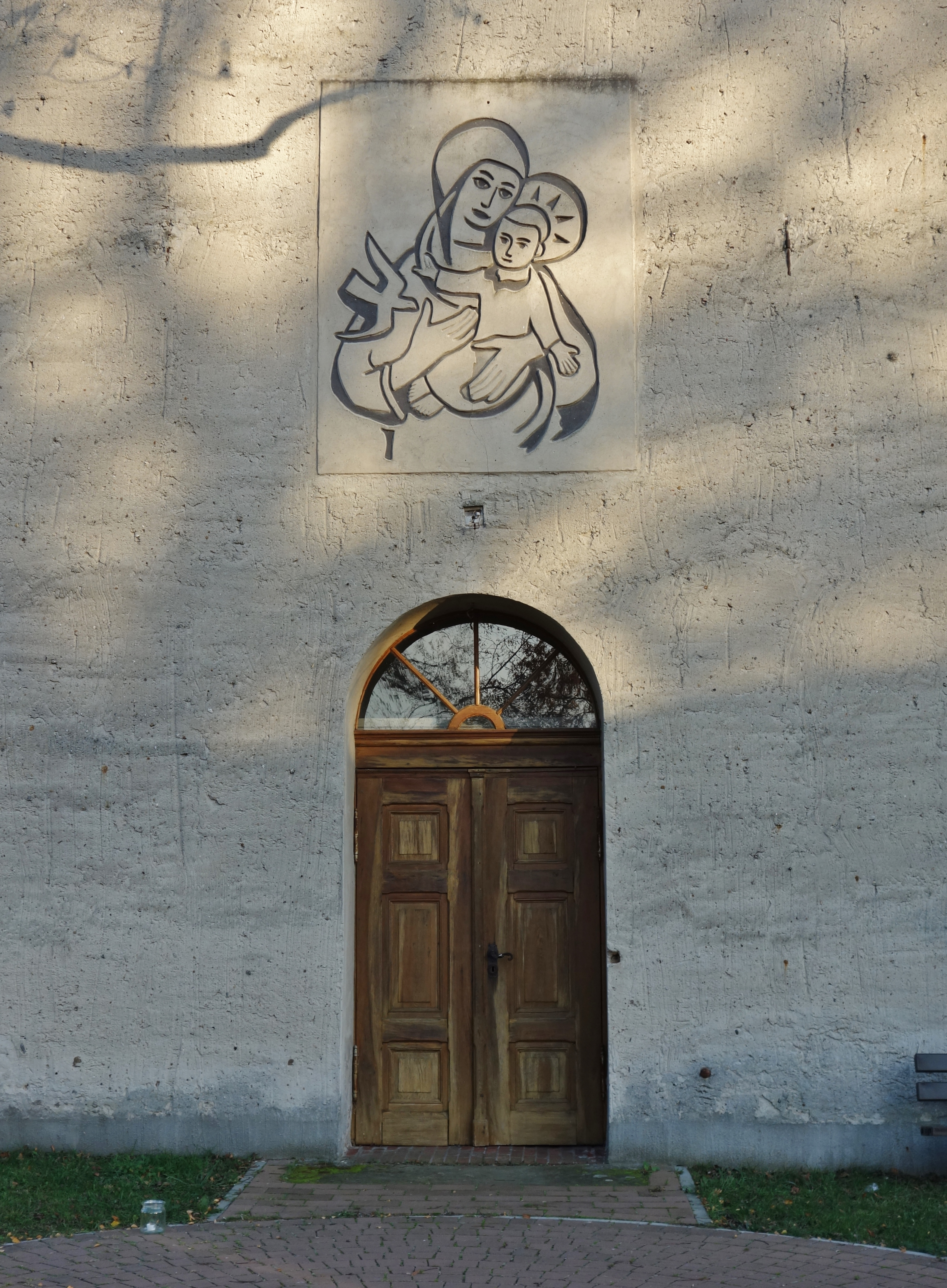
Westportal

Auf dem hölzernen Altartisch steht ein schlichtes Holzkreuz. Die Orgel von Eduard Duchrow ist nicht mehr vorhanden. Im Turm befindet sich eine Glocke, die Jacob Wentzel aus Magdeburg im Jahr 1690 goss. Der Innenraum ist bis auf eine Stuckleiste zwischen Wand und Decke monochrom gehalten.
Das Sgraffito schuf der Sohn des damaligen Heimatmalers im Auftrag des (evangelischen) Pfarrers. Hans Zimmermann trug eine Putzschicht auf das Bauwerk auf und gestaltete darin das Relief. Für die Schattierungen nutzte er eine leicht angerußte Schicht. Der Hintergrund des Auftrags ist nicht genau bekannt. Einer Überlieferung zufolge besteht wohl ein Zusammenhang mit dem in der Nähe gelegenen Truppenübungsplatz Klietz, der in der Zeit der DDR von der Gruppe der Sowjetischen Streitkräfte in Deutschland (GSSD) genutzt wurde. Die Bewohner Göttlins erzählten sich: „Wenn die Russen hier vorbeigefahren sind, durften sie zwar nicht aussteigen. Aber sie sollten wenigstens aus den Fahrzeugen heraus einen Blick auf die Maria haben.“. Damit sollte auf die russisch-orthodox geprägte Heimat der Soldaten hingewiesen werden. Im Zuge der Sanierungsarbeiten konnten auch mittlerweile aufgetretene Risse am Sgraffito geschlossen und ein Finger der Maria wieder ergänzt werden.